# Цезий
Цезият (Cs) е химичен елемент с атомен номер 55 и атомна маса 133 от групата на алкалните метали.

## История
Открит през 1860 г. от Роберт Бунзен и Густав Кирхоф чрез спектрален анализ.
Названието произхожда от латинското име caesius („небесносин“) поради яркосините линии в спектъра му.

## Изотопи
Цезият е елемент с 31 изотопа, от 114Cs до 145Cs. От тях единствено 133Cs е стабилен, останалите са радиоактивни с период на полуразпад от 0,57 секунди (114Cs) до 3×106 години (135Cs). Изотопът 137Cs е източник на гама-лъчи и се използва в медицината, но същевременно е един от най-опасните елементи при ядрена авария.

## Свойства

### Физични свойства
Цезият е мек метал със златист цвят, плътност 1879 kg×m-3 и температура на топене 301 K (29 °C). Това е един от трите метала (заедно с живака и галия), който може да се срещне в течно състояние при температури, близки до стайните.

### Химични свойства
Цезият е най-активният елемент от групата на алкалните метали и притежава всички характерни свойства за тази група.

#### Взаимодействие с кислород
Цезият реагира с кислород и поради голямата му активност се образува цезиев пероксид.
2Cs + O2 → Cs2O2

#### Взаимодействие с вода
Цезият реагира с водата с взрив, като в резултат се получава цезиева основа и се отделя водород. При тази реакция се отделя също и голямо количество топлина. Получената цезиева основа е изключително силна и може да разяде дори и стъкло.
2Cs + 2H2O → 2CsOH + H2

#### Взаимодействие с халогени
Цезият реагира с всички халогени и образува цезиеви халогениди.
2Cs + F2 → 2CsF (цезиев флуорид)
2Cs + Cl2 → 2CsCl (цезиев хлорид)
2Cs + Br2 → 2CsBr (цезиев бромид)
2Cs + I2 → 2CsI (цезиев йодид)

#### Взаимодействие с киселини
Цезият реагира с разтвори на киселини и образува цезиеви соли, като се отделя водород.
2Cs + 2HCl → 2Cs+ + 2Cl- + H2

## Разпространение и употреба
В природата, цезият се среща рядко, главно в някои минерали. Поради изключителната си химическа активност, този метал не се намира в чист вид, а се добива чрез електролиза или чрез редукция от негови съединения с Ca, Al, C.
Най-честата употреба на цезия е в осцилаторите на атомните часовници, които се базират на честотата на електромагнитното лъчение на атомите му. Цезият се използва също и в ядрената индустрия, като забавител в електровакуумните прибори и в медицината. Използва се и при термоустойчиви стъкла.